# Mount Charleston (Nevada)
Mount Charleston es un lugar designado por el censo localizado en el condado de Clark, Nevada, Estados Unidos; según el censo de 2000, su población es de 285 personas.

## Demografía
Según el censo de 2000, en este CDP viven 285 habitantes, se hallan 133 hogares y habitan 80 familias; la densidad de la población es de aproximadamente 3.75 hab/km².
La cantidad de hogares es de 133 casas, lo que entrega una densidad promedio de 1.75 casas/km²; el 18.0% tiene niños menores de 18 años habitando en ellas, el 52.6% tiene parejas casadas viviendo juntas, el 4.5% tiene a una mujer jefa del hogar sin hombre en ella y un 39.8% contiene a alguien sin familia. El 29.3% de los hogares está compuesto por alguien viviendo solo y un 2.3% tiene viviendo a alguien solo mayor de 65 años. El promedio del tamaño de un hogar es de 2.14 y el promedio del tamaño familiar es de 2.69.
El índice racial de este CDP es de 97.54% blancos, 1.05% de Afroamericanos,  0.35% del pacífico, 0.70% de otra raza y 0.35% de 2 o más razas. Hispanos o latinos de cualquier raza es de un 2.46% de la población total.
En este CDP, la población está compuesta por un 15.8% de menores de 18 años, un 3.9% entre 18 a 24, 21.8% entre 25 a 44, 45.3% entre 45 a 64 y un 13.3% por sobre los 65 años. El promedio de edad es de 49 años; por cada 100 mujeres hay 119.2 hombres, por cada 100 mujeres mayores de 18, hay 124.3 hombres.
Los ingresos medios en un hogar en Mount Charleston son de $63,125, y los ingresos medios de una familia es de $67,625. Los hombres tienen un ingreso medio de $75,471 versus $35,938 de las mujeres. El ingreso per cápita de este CDP es de $38,821. Ninguna de los núcleos familiares se encuentra bajo la línea de pobreza.

## Transporte
El acceso a la comunidad es por la Ruta Estatal 156 y la Ruta Estatal 157.

## Cultura popular
- Mount Charleston aparece en el juego de 2010, Fallout: New Vegas bajo el nombre de Jacobstown.